# Nordiskt Institut för Odontologisk Materialprövning
Nordiskt Institut för Odontologisk Materialprövning (NIOM), tidigare Scandinavian Institute of Dental Materials, är ett samnordiskt institut lokaliserat i Oslo, Norge. Beslut om att grunda institutet fattades 1969, och de första anställningarna skedde 1972. Dess förste direktör var professor, Dr. Odont. Ivar A Mjör.